# Edouard-Charles-François Chapouilly
Edouard-Charles-François Chapouilly, francoski general, * 1881, † 1950.